# Уніпол-Домус
«Уніпол Домус» (італ. Unipol Domus) — тимчасовий футбольний стадіон у місті Кальярі, Італія. Побудований в 2017 році для матчів футбольного клубу «Кальярі» на час, поки їх основна арена «Стадіо Сант'Елія» знаходиться на реконструкції.
Стадіон був зведений на місці для паркування біля «Стадіо Сант'Елія» і після реконструкції останнього знову на місці «Сарденья Арени» будуть відновлені паркувальні місця. Тимчасова споруда коштувала 8 мільйонів євро.

## Історія
У 2012 році домашній стадіон футбольного клубу «Кальярі», «Стадіо Сант'Елія», був визнаний непридатним для проведення матчів, через що клубу довелося переїхати спочатку на «Стадіо Нерео Рокко» в Трієсті, а потім на «Стадіо Іс Аренас», який розташований на Сардинії та був збільшений тимчасовими конструкціями для проведення матчів Серії А. Однак на стадіоні регулярно виникали проблеми з безпекою, через що кілька матчів «Кальярі» довелося провести без глядачів. До кінця сезону 2013/14 клубу вдалося домовитися про повернення на свій рідний стадіон, проте частина трибун залишалася закритою.
У 2016 році було вирішено побудувати новий тимчасовий стадіон «Сарденья Арена» (італ. Sardegna Arena), який використовуватиметься, поки триває реконструкція «Стадіо Сант'Елія». Для «Кальярі» було важливо, щоб стадіон знаходиться якомога ближче до колишнього спорткомплексу, тому тимчасова арена була збудована на парковці основного стадіону.
Після того, як муніципалітет Кальярі надав клубу право власності на відповідну землю, навесні 2017 року розпочалися роботи з підготовки майданчика для будівництва. 
Роботи йшли швидко і були завершені до закінчення літа. Отримавши необхідні дозволи та погодження, стадіон було відкрито 10 вересня 2017 року матчем «Кальярі» — «Кротоне» в рамках 3 туру чемпіонату Серії А. 11 вересня 2018 року стадіон прийняв товариський матч між молодіжними збірними Італії та Албанії (3:1), а 28 травня 2021 року тут провели товариський матч між національними збірними Італії та Сан-Марино (7:0) в рамках підготовки «скуадри адзурри» до виграного нею Євро-2020.
24 липня 2021 року клуб оголосив про співпрацю зі страховою групою Unipol, завдяки якому «Кальярі» отримав фінанси на реконструкцію «Сант'Елії», а «Сардинія Арена» була перейменована на «Уніпол Домус» (італ. Unipol Domus). Після демонтажу тимчасового стадіону назву буде передано стадіону «Сант'Елія» до кінця 2025 року.

## Галерея

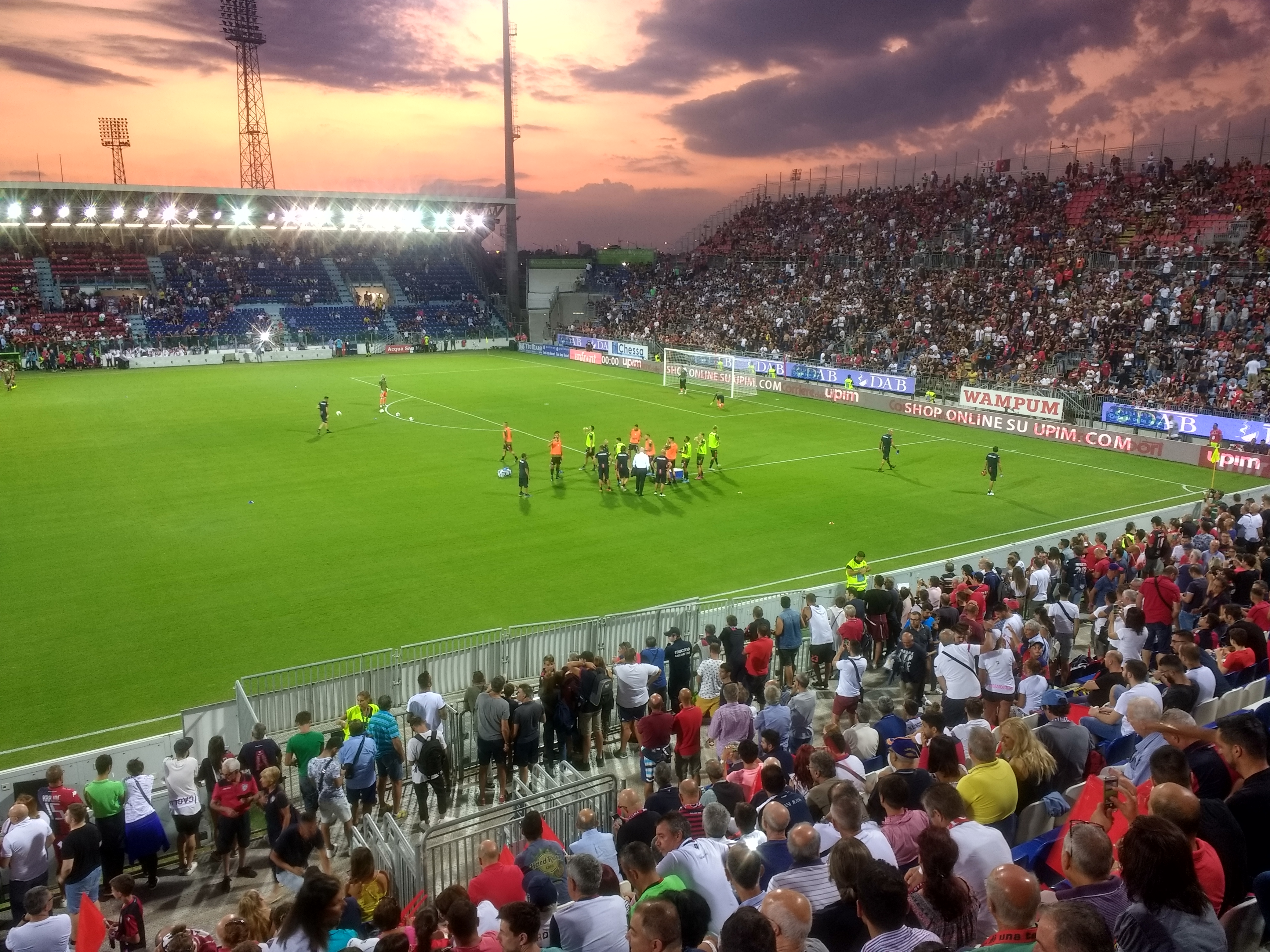
Матч Серії А на стадіоні. 2019 рік.
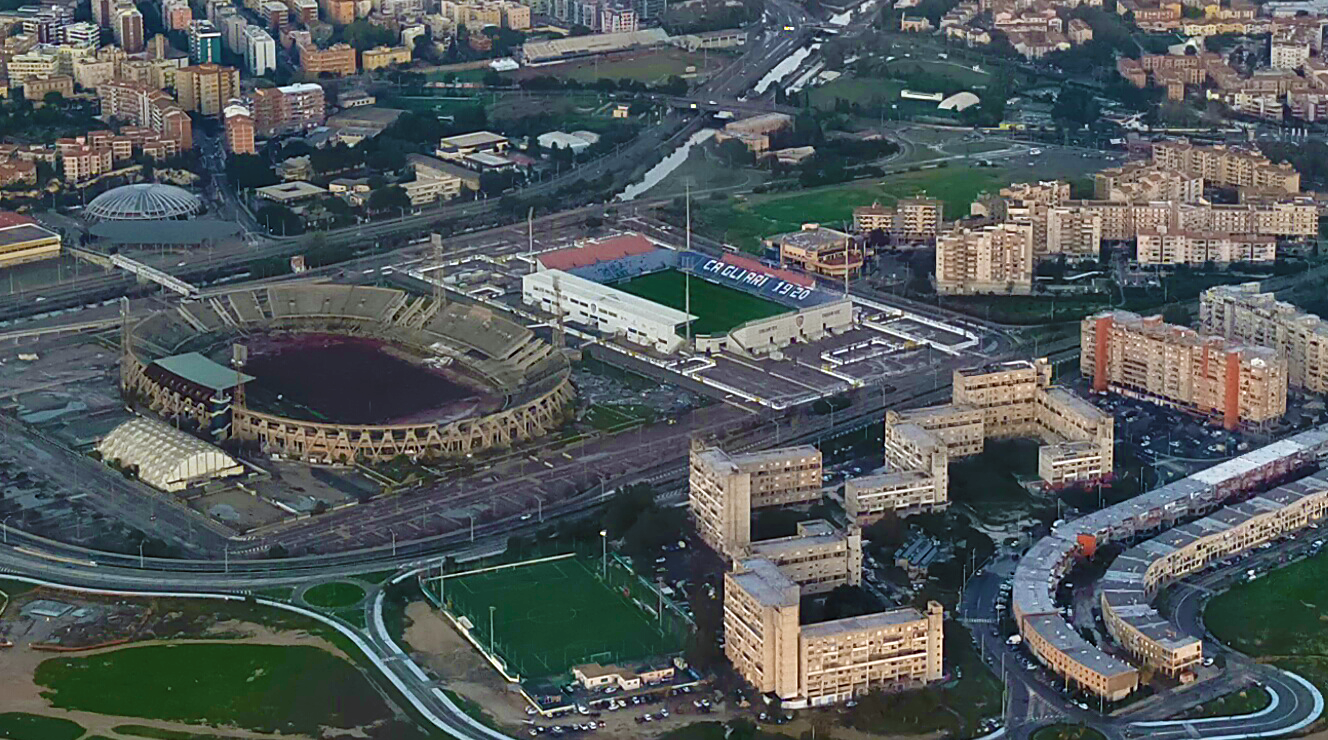
«Уніпол Домус» (праворуч) поряд із «Стадіо Сант'Елія». 2020 рік.
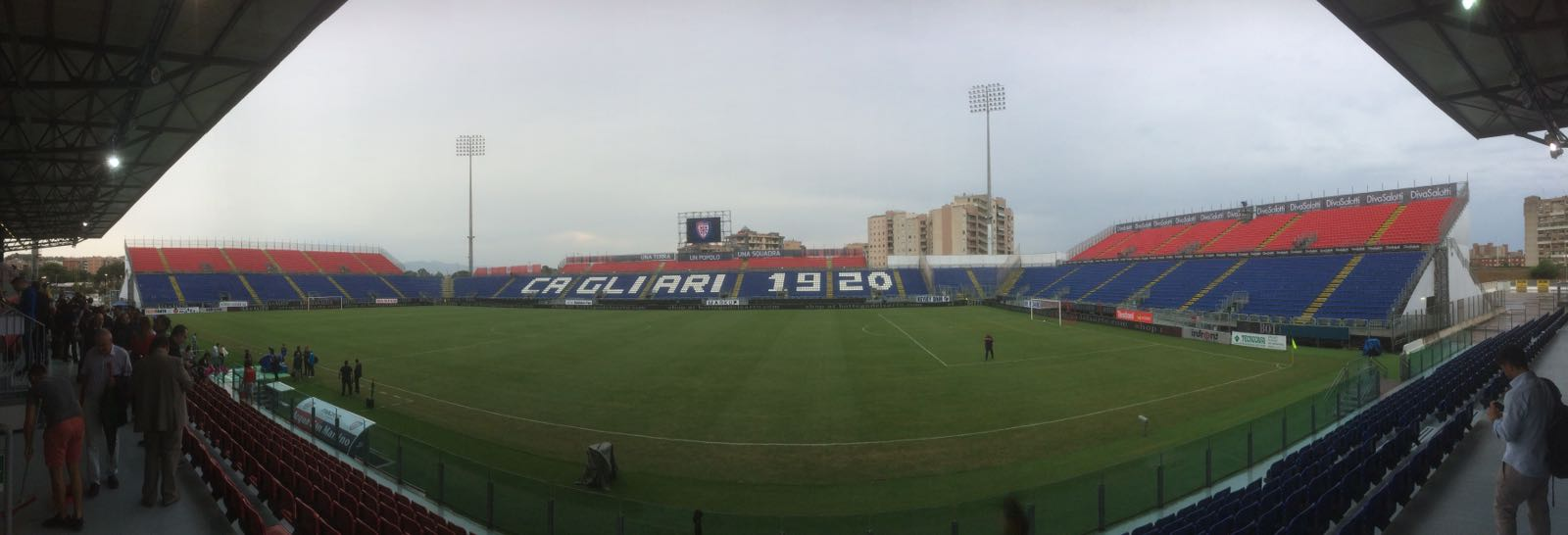
Вид з головної трибуни стадіону (серпень 2019 року)